# Gmina miejska Medijana
Gmina miejska Medijana (serb. Gradska opština Medijana / Градска општина Медијана) – gmina miejska w Serbii, w okręgu niszawskim, w mieście Nisz. W 2018 roku liczyła 85 012 mieszkańców.